# Shehu Shagari
Shehu Shagari, né le 25 février 1925 dans le Shagari (État de Sokoto, colonie et protectorat du Nigeria) et mort le 28 décembre 2018 à Abuja (Nigeria), est un homme d'État nigérian. 
Il est président de la république fédérale du Nigeria de 1979 à 1983.

## Biographie
Né en 1925, Shehu Shagari est originaire du nord du Nigeria, d’une famille peule,,.
Devenu un important homme d'affaires, et ancien dirigeant du parti Northern People's Congress, il est ministre des Finances du général Yakubu Gowon. En août 1979, à 53 ans, il est élu président de l'État fédéral du Nigeria, dans les élections organisées par  le général Olusegun Obasanjo, désigné par les militaires pour diriger le Nigeria trois ans plus tôt, et qui avait promis de mettre en place ce scrutin et de se retirer,. 
Il est renversé par un nouveau coup d'État militaire en décembre 1983, mené par Muhammadu Buhari. Ce coup d'État met fin à la Deuxième République. Shehu Shagari est arrêté, et libéré en 1986, après deux ans et demi de détention. 
Il meurt le 28 décembre 2018.

## Sources
- (en) A. Okion Ojigbo, Shehu Shagari: The Biography of Nigeria's First Executive President, Tokion Company, 1982 (ISBN 9789783000803)
- (en) Shehu Usman Aliyu Shagari, Shehu Shagari : Beckoned to Serve, Heinemann Educational Books, 2001 (ISBN 9789781299407)
- (en) Jamie Stokes, Encyclopedia of the Peoples of Africa and the Middle East, Infobase Publishing, 2009 (ISBN 9781438126760)
- (en) David Williams, President and Power in Nigeria: The Life of Shehu Shagari, Routledge, 2018 (1re éd. 1982) (ISBN 9781317792017)